# Walter Thurnherr
Walter Thurnherr (Muri, Cantón de Argovia, 11 de julio de 1963) es un político y diplomático suizo, Canciller Federal de Suiza desde el 1 de enero de 2016 hasta el 31 de diciembre de 2023.

## Biografía
Creció en Wohlen y asistió a la escuela cantonal de Aarau. Estudió física teórica entre 1983 y 1987 en la Escuela Politécnica Federal de Zúrich y matemáticas en la Universidad de Berna hasta 1989. Luego entra a los servicios diplomáticos de la Confederación, primero como agregado de la embajada de Suiza en Moscú y después entra a la secretaría política del Departamento federal de asuntos exteriores entre 1991 y 1995. De 1995 a 1997 trabaja de nuevo en la embajada en Moscú. Durante su estadía en Moscú representa a Suiza en el Grupo de Minsk, y de 1993 a 1997 es asistente de los enviados del Secretario general de la ONU para Georgia.
De 1997 a 1999, se convirtió en asesor personal al Consejero federal Flavio Cotti antes de volver al departamento de exteriores como secretario general. En 2003, cambia al Departamento Federal de Economía, Formación e Investigación y en 2011 al Departamento Federal del Medio Ambiente, Transportes, Energía y Comunicaciones. El 9 de diciembre de 2015, fue elegido Canciller de la Confederación por la Asamblea federal con 230 votos (de 240), sucediendo a Corina Casanova desde el 1 de enero de 2016.
En agosto de 2023, Thurnherr anunció su intención de no buscar un nuevo mandato. Su vicecanciller Viktor Rossi fue elegido como su sucesor.